# Franz Volkmar Reinhard
Franz Volkmar Reinhard (12 de març de 1753, Vohenstrauss - 6 de setembre de 1812, Dresden) fou un teòleg alemany protestant. Arribà a ser rector de la Universitat de Wittenberg. Entre d'altres obres, en destaca la Dogmàtica escrita el 1801 i Vida de Jesús del 1781. Pertany a l'època del primer racionalisme alemany, dins del moviment de l'antiga recerca del Jesús històric iniciat per Hermann Samuel Reimarus.